# Encore Show
Encore Show é a segunda coletânea musical da banda japonesa Scandal. O álbum foi lançado no dia 6 de fevereiro de 2013, e estreou na 3ª posição na parada semanal da Oricon.

## Lista de faixas
| Regular Edition |                         |         |  |
| N.º             | Título                  | Duração |  |
| 1.              | "S.L. Magic"            | 04:11   |  |
| 2.              | "Tokyo"                 | 02:58   |  |
| 3.              | "Natsu Neiro"           | 04:34   |  |
| 4.              | "Future"                | 03:37   |  |
| 5.              | "So Easy"               | 03:23   |  |
| 6.              | "Hoshi no Furu Yoru ni" | 04:10   |  |
| 7.              | "Koshi-Tantan"          | 03:35   |  |
| 8.              | "Midnight Television"   | 04:11   |  |
| 9.              | "Shining Sun"           | 03:42   |  |
| 10.             | "Cute!"                 | 04:33   |  |
| 11.             | "Emotion"               | 03:44   |  |
| 12.             | "Satisfaction"          | 03:11   |  |
| 13.             | "Want you"              | 03:53   |  |
| 14.             | "Kimi ni Shittochuu"    | 03:49   |  |
| 15.             | "Hikare"                | 04:19   |  |
| 16.             | "Happy Collector"       | 03:17   |  |
| 17.             | "Playboy"               | 03:24   |  |